# Euphorbia mixta
Euphorbia mixta är en törelväxtart som beskrevs av Nicholas Edward Brown. Euphorbia mixta ingår i släktet törlar, och familjen törelväxter. Inga underarter finns listade i Catalogue of Life.